# قانون اساسی قطر
قانون اساسی قطر (عربی: دستور قطر) عالی‌ترین قانون کشور قطر است. قانون اساسی قطر در همه‌پرسی سال ۲۰۰۳ با اکثریت قریب به اتفاق (تقریباً ۹۸٪) مردم قطر به تصویب رسید و از تاریخ ۹ آوریل ۲۰۰۴ به اجرا گذاشته شده‌است.

## مقدمه
قانون اساسی قطر مقدمه ندارد.

## بخشی از قانون اساسی
برخی از مهمترین مواد قانون اساسی قطر در زیر آمده‌است:

### بخش اول
ماده ۱. اسلام دین رسمی کشور است و شریعت منبع اصلی قانونگذاری است. عربی زبان رسمی است. ماده ۲. دوحه پایتخت کشور است. با تصویب قانون پایتخت می‌تواند به هر جای دیگر منتقل شود. دولت نمی‌تواند قلمروهای خود واگذار کند.
ماده ۸. آل ثانی دودمان حاکم بر کشور است. فرمانروایی از پدر به پسر منتقل می‌شود. در صورتی که فرزند پسری نداشته باشد، فرمانروایی به هر کسی که امیر به عنوان ولیعهد خود معرفی کرده باشد می‌رسد. ماده ۹. ولیعهد باید مسلمان و از مادری مسلمان و قطری باشد.
ماده ۱۶. اگر ولیعهد در حالی که کمتر از ۱۸ سال سن به ریاست کشور برسد، فرمانروایی باید در اختیار شورای نیابت سلطنت قرار گیرد که اکثریت اعضا آن از خانواده ثانی باشند.

### بخش دوم
ماده ۲۲. دولت باید به جوانان اهمیت داده و از آنها در برابر فساد، استثمار و بدبختی‌های جسمی، ذهنی و روانی محافظت کند. دولت همچنین با آموزش صحیح باید شرایط مناسب برای توسعه توانایی‌های آنها را در همه زمینه‌ها فراهم کند. ماده ۲۳. دولت باید برای گسترش آموزش تلاش و آن را تشویق و تضمین کتد.
ماده ۲۷. اموال خصوصی محافظت شده هستند. ماده ۲۹. ثروت طبیعی و منابع آن اموال دولت است.

### بخش سوم
ماده ۳۴. شهروندان قطر باید در حقوق و وظایف عمومی برابر باشند. ماده ۳۵. همه افراد نزد قانون برابرند و نباید به خاطر جنسیت، نژاد، زبان یا مذهب مورد تبعیض قرار گیرند.
ماده ۳۶. آزادی شخصی تضمین شده‌است. شکنجه طبق قانون مجازات خواهد شد. ماده ۳۷. حریم خصوصی افراد محافظت شده‌است.
ماده ۴۷. آزادی بیان مطابق با شرایط مندرج در قانون تضمین شده‌است. ماده ۴۸. آزادی مطبوعات تضمین شده‌است.
ماده ۴۹. همه شهروندان حق تحصیل دارند. ماده ۵۵. وجوه عمومی مصون هستند.
ماده ۵۷. همه افرادی که در کشور زندگی می‌کنند بایستی از نظم عمومی و اخلاق پیروی کنند. ماده ۵۸. استرداد پناهندگان سیاسی ممنوع است. شرایط اعطای پناهندگی سیاسی را قانون تعیین می‌کند.

### بخش چهارم
ماده ۶۴. امیر رئیس کشور است. او باید مورد احترام همگان باشد. ماده ۶۶. امیر کشور را در داخل، خارج و در روابط بین‌الملل نمایندگی می‌کند.
ماده ۶۹. امیر می‌تواند در موارد استثنایی که در قانون مشخص شده‌است، حکومت نظامی اعلام کند. ماده ۷۱. با فرمان امیر جنگ دفاعی می‌تواند اعلام شود. جنگ تهاجمی ممنوع است.
ماده ۷۲. نخست‌وزیر توسط امیر منصوب می‌شود. امیر همچنین می‌تواند استعفای او را بپذیرد.

### بخش پنجم
ماده ۱۴۸. تا پیش از گذشت ۱۰ سال از اجرایی شدن این قانون اساسی، هیچ ماده ای از آن قابل تغییر نیست.